# パナソニック LUMIX DMC-GF1

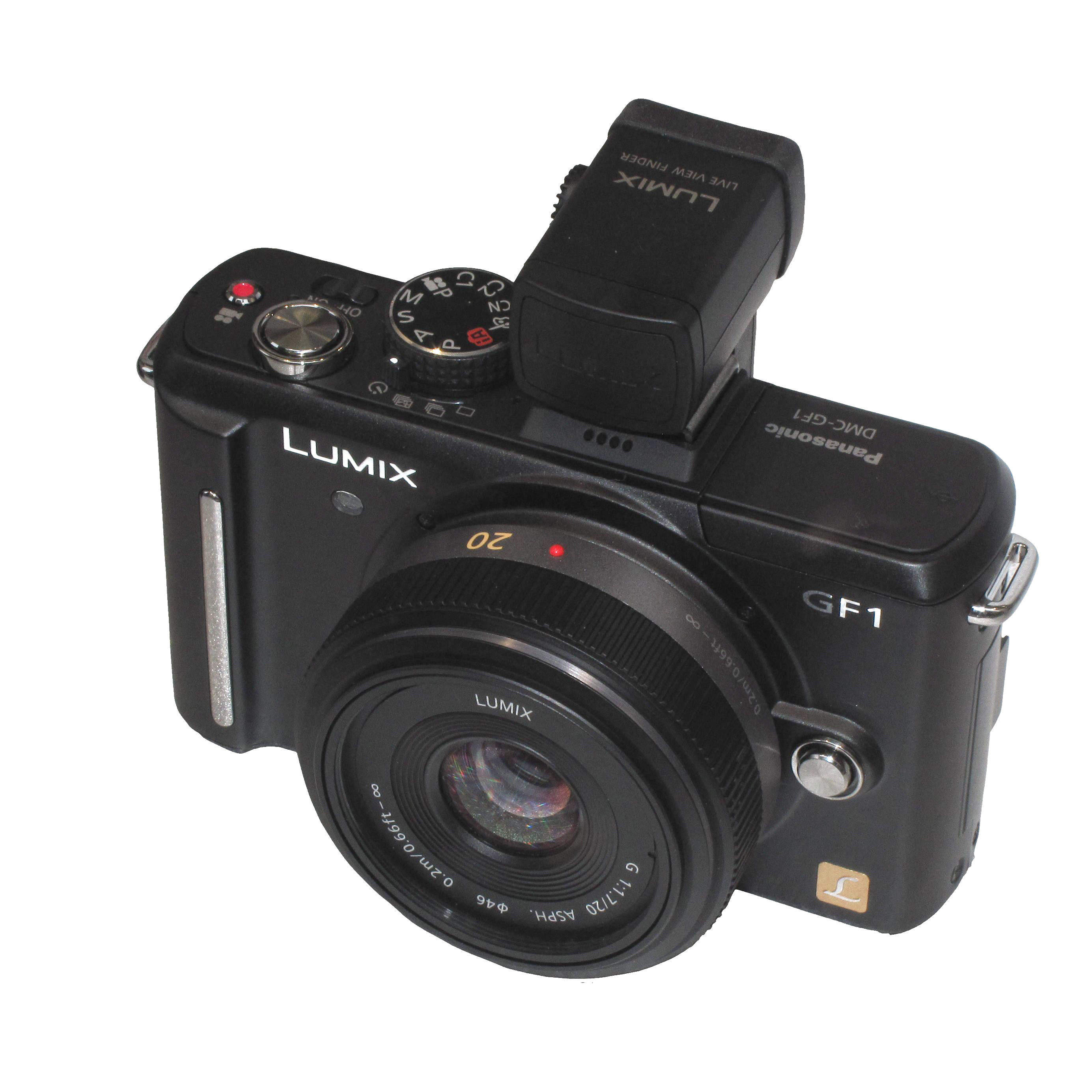
パナソニック・ルミックス DMC-GF1

LUMIX DMC-GF1は、2009年9月18日にパナソニックから発売されたマイクロフォーサーズシステムのデジタル一眼カメラである。パナソニックから販売されるマイクロフォーサーズシステムとしては第3号機、マイクロフォーサーズシステムとしてはオリンパス ペン E-P1に続く第4号機となる。

## 概要
ルミックスDMC-G1と同じ撮影素子をベースに、ハイビジョン(720p)動画撮影を可能とし、ファインダーを搭載しないことによる小型化を特徴とする。
本体サイズは、119mm（幅）×71mm（高さ）×36.3mm（奥行き）ミリ、本体質量は約285グラムであり、フラッシュ内蔵レンズ交換式デジタルカメラのボディとしては「世界最小・最軽量」のサイズを実現（製品発表時）している。
本体カラーは、シェルホワイト、アーバンレッド、エスプリブラックの3色、2010年3月12日にブレードシルバー、フェアリーピンクが追加された。

## 販売形式
DMC-GF1C パンケーキレンズキット
付属レンズは、LUMIX G 20mm/F1.7 ASPH. H-H020
DMC-GF1K レンズキット
付属レンズは、DMC-G1Kなどに付属しているものと同じLUMIX G VARIO 14-45mm/F3.5-5.6 ASPH./MEGA O.I.S. H-FS014045
本体カラーは、エスプリブラックのみ。
DMC-GF1
レンズ無し、本体のみ。
本体カラーは、エスプリブラックのみ。

## 評価
- DMC-GF1Cが、2009年グッドデザイン賞金賞（ネットワーク領域）を受賞[1]。